# Adonisea riojana
Adonisea riojana là một loài bướm đêm trong họ Noctuidae.